# Cecropia granvilleana
Cecropia granvilleana är en nässelväxtart som beskrevs av C.C. Berg. Cecropia granvilleana ingår i släktet Cecropia och familjen nässelväxter. Inga underarter finns listade i Catalogue of Life.